# Руський (острів, Японське море)
Ру́ський (рос. Русский) — острів у затоці Петра Великого Японського моря. Розташований за 1,3 км на південь від півострова Муравйова-Амурського, від якого відокремлений протокою Босфор Східний. Адміністративно належить до Фрунзенського району міста Владивосток Приморського краю Росії.
На острові базується 42-й морський розвідувальний пункт РФ.

## Географія
Острів є частиною архіпелагу імператриці Євгенії, найбільший з групи, займаючи при цьому 2/3 площі. На південному заході протокою Старка відокремлений від сусіднього острова Попова. Довжина острова сягає 18 км при ширині приблизно 13 км.
Рельєф гористий, тут нараховується 47 вершин, які тут називають сопками. Найбільша вершини знаходяться в центральній частині — гори Руських (291,2 м), Головна (279,8 м) та Центральна (254,9 м). Берегова смуга сильно порізана, довжина берега — 123 км. В берега вдаються декілька бухт, найбільша з яких Новік, яка розділяє острів на 2 нерівні частини — більшу південно-західну та меншу північно-східну, яка називається півострів Саперний. Великою бухтою також є Воєвода та затока Ринда. Всі вони розташовані на західному узбережжі і відносяться до акваторії Амурської затоки. Східний берег порізаний мало.

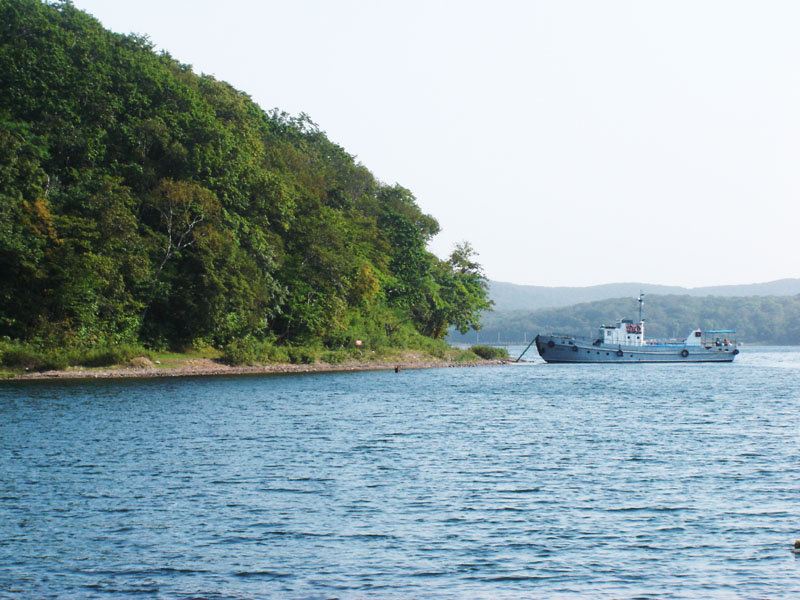
Бухта Новік

На острові поширені абразійні береги — скелясті та стрімкі. Біля берега знаходяться багато невеликих дрібних островів та скель. До острова Шкота була насипана дамба, а острів Єлени був утворений штучно, при будівництві каналу між протокою Босфор Східний та бухтою Новік. Більша частина острова вкрита широколистими лісами, в складі яких переважає дуб, липа та клен. Часто трапляються коркове дерево амурське та маньчжурський горіх.
Острів має 17 струмків протяжністю понад 1 км, 7 струмків понад 2 км та одна річка Руська (Воєводиха) протяжністю 5 км. Є на острові і озера з прісною водою, частина яких є результатом господарської діяльності людини — технічне озеро Ворошиловської батареї, невеликі водойми біля бухти Труда та біля села Піднож'є, колишні кар'єри цегляного заводу на півострові Бабкіна і розробки піску біля бухти Острівної (Холуай). Найбільші природні озера — озеро Глуздовського (Ахльостишева) площею 5 га та Вапнякове (Парісовське). Заболочені ділянки зустрічаються в нижній течії річки Руської, а також пригирлових ділянках деяких струмків.
Мікроклімат північно-західної частини відрізняється від південно-східної. В період дії літнього мусонна південно-східна навітряна сторона частіше вкрита туманами, тут дещо прохолодніше. Вода в західних бухтах прогрівається швидше. Взимку перший лід з'являється в бухті Новік — на початку грудня. Вітри азійського антициклону зганяють лід до західного узбережжя острова, утворюючи припай. Береги острова повністю звільняються від льоду лише до середини квітня.

## Історія
Назву острову дав генерал-губернатор Східного Сибіру граф Микола Муравйов-Амурський. Офіційно острів став належати Росії з другої половини XIX століття. За однією версією назва виникла на честь народу росіян, які заселили землі Далекого Сходу, за іншою — названий від гори Руських, яка була названа на честь одного зі членів екіпажу перших дослідників. В 1859 році в Росії була видана перша карта, на якій був зображений острів (хоча лише західний та північний береги). Повна зйомка була проведена експедицією підполковника корпуса флотських штурманів Василя Бабкіна 1862 року під час опису затоки Петра Великого. В 1865 році була видана нова карта, на якій острів був показаний вже повністю і названий на честь Казакевича, першого військового губернатора Приморської області контр-адмірала Петра Казакевича. Після кінця Другої світової острів знову почав називатись Руським.

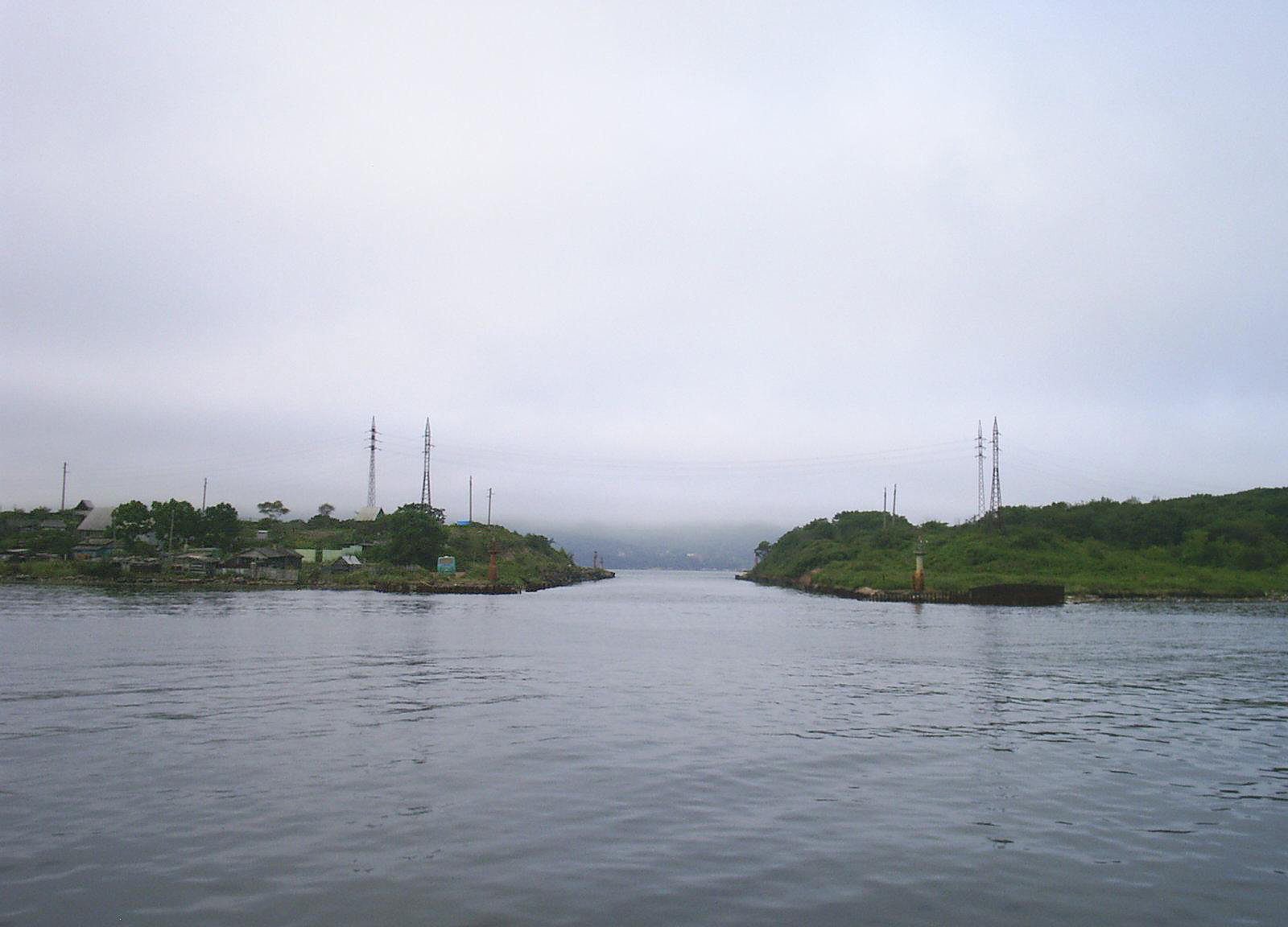
Канал, що утворив острів Єлени

В 1860-их роках при нарізці земель для створення удільного відомства керівник сибірським відділенням Геральд Фуругельм визнав Руський придатним для організації землеробства. Однак 1867 року до числа відомчих земель він не потрапив. Розвиток берегової оборони острова та розміщення на ньому військ призвело до збільшення і цивільного населення. Одні займались городництвом, забезпечуючи овочами не лише острів, а й Владивосток, інші працювали на потреби армії. Тоді цивільного населення на острові жило 236 осіб, а на 1895 рік зросло до 3 тисяч. Додатковою діяльністю місцевих жителів стала заготівля міщан дровами, а заводчик М.Федоров орендував гвинтовий катер «Дружок» та здійснював регулярні рейси до Владивостока.
1890 року під керівництвом інженера-підполковника К.Чорнокнижникова був розроблений проект будівництва Владивостоцької фортеці, в якому вперше звертається увага на оборонну перевагу острова Руського. Згідно з планом на ньому слід побудувати форт на горі Руських та прорити канал через Саперний півострів (1898). Штучний острів при цьому назвали на честь Єлени. В 1895-1896 роках на острові було вирішено збудувати храм. Будівництво проходило за кошти військового відомства та купця першої гільдії М.Суворова і було закінчено 1897 року. Посвята пройшла за участі губернатора Приморської області, 1909 року було відкрите кладовище, а 1916 року — поштове відділення.

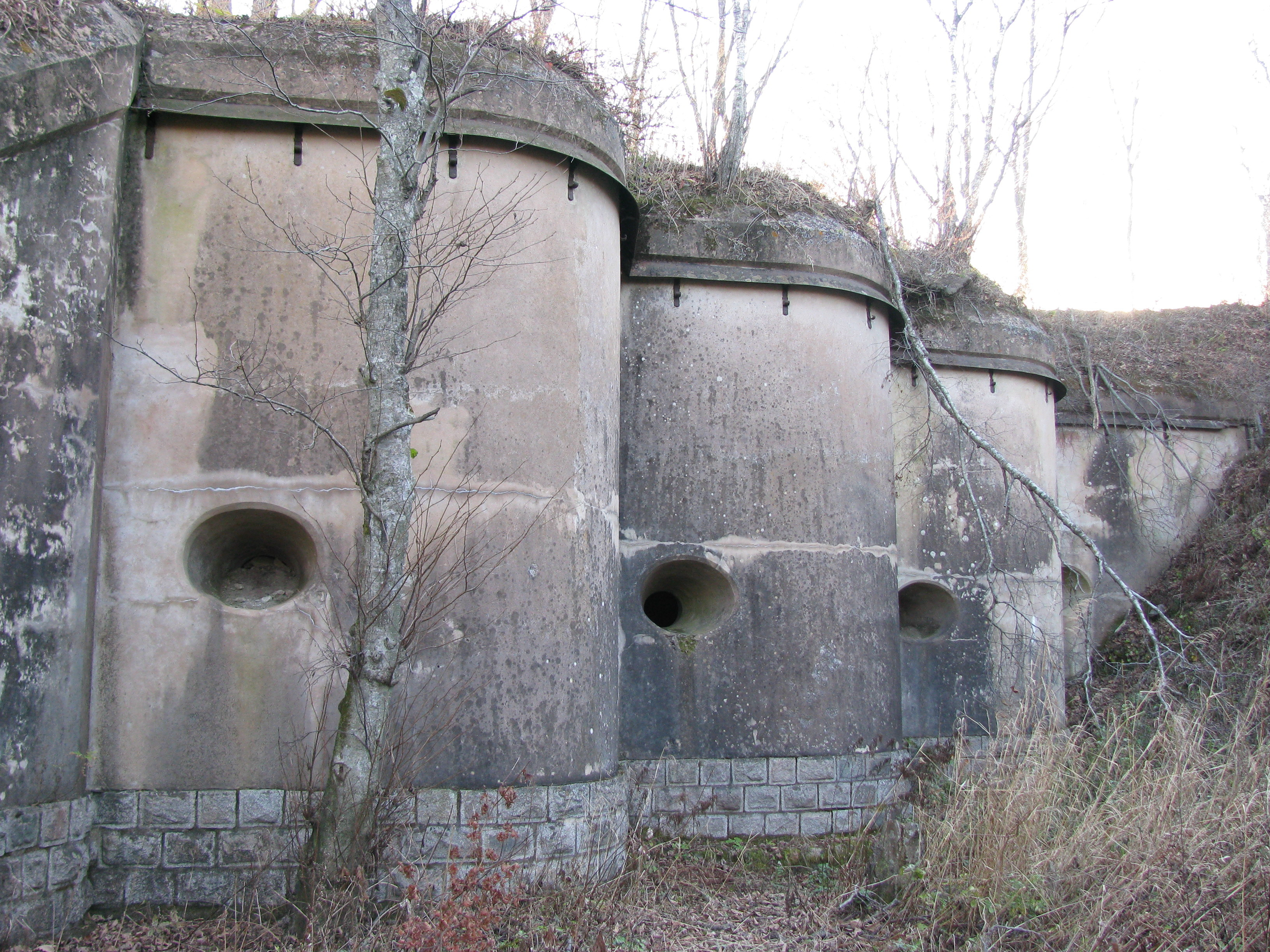
Залишки Владивостоцької фортеці

Після російсько-японської війни 1904—1905 років на острові почали з'являтись домові церкви, а потім кам'яні храми Сибірських стрілецьких полків. На сьогодні зберігся лише один такий храм в селі Піднож'є. З 1899 по 1914 роки, в період загострення зв'язків з Японією, на острові була збудована Владивостоцька фортеця. З'явилась канатна дорога, яка доставляла вантажі до місця будівництва. До 1915 року на острові були збудовані 6 фортів та 27 берегових батареї, порохові погреби та патронні склади, пристань для кораблів, мінно-пристрілочна (торпедна) станція, 4 телефонних станції, капоніри та напівкапоніри, артилерійські майстерні, військові містечка, пірси, цегляний завод, потужні радіостанції, прокладені десятки кілометрів кабелів та лінії зв'язку, облаштовані порохові та тунельні погреби.
Станом на 1908 рік населення острова налічувало 25 тисяч осіб. Будівництво фортеці закінчилось 1922 року, коли японські війська за договором залишили Примор'я в обмін на закриття фортеці. Того ж 1908 року на острові була збудована перша в Росії обсервація, яка надійно захищала Владивосток від чуми, холери та інших захворювань. В 1913-1914 роках на острові проходив службу герой японської війни генерал Лавр Корнілов, тут же розташовувався відомий дисциплінарний батальйон. 1920 року тут була розташована колонія 800 петроградських дітей, які в 1918-1920 роках здійснили повну навколосвітню подорож, про яку стало відомо лише 2005 року.
В радянські часи острів був закритою територією, тут були розташовані багато військових частин та відоме укріплення Владивостоцької фортеці. В роки Другої світової війни тисячі матросів та офіцерів брали участь в боях з японцями. Героями Радянського Союзу стали Федір В'яльцев, М. П. Панарін, Василь Зайцев, Михайло Кригін та інші. Острів став найбільшою навчальною базою ВМФ СРСР, тут розташувалось багато навчальних частин: радіотехнічна школа, в/ч 70024, школа механіків, школа зброї, школа зв'язку, школа мічманів. Після розпаду СРСР на острові на території в/ч 81233 був створений оздоровчий комплекс «Білий лебідь». В різні часи на острові служили відомі на флоті і в країні люди: капітан Володимир Куроєдов (в 1997–2005 роках головнокомандувач ВМФ Росії), начальник штабу бригади ОВРу контр-адмірал, почесний громадянин Владивостока, Ю. М. Гераськін, капітан 2 рангу Віктор Федоров (в 2001–2007 роках командувач Тихоокеанським флотом).
Взимку 1993 року на острові вмерло 4 військових, понад 250 матросів потрапило в шпиталь з діагнозом аліментарна дистрофія. Була заведена кримінальна справа, розслідування якої тривало до 1998 року. Неформально був покараний лише начальник продовольчого складу радіотехнічної школи старший мічман, він був засуджений на 5 років позбавлення волі. З усіх колишніх військових частин на сьогодні на острові залишилась лише частина спеціального призначення РУ КТОФ-42 РП СпН. У 2002 році тут був утворений чоловічий Свято-Серафимовський монастир. Влітку 2012 року між островом та материком був збудований вантовий міст, також на Руському збудовані навчальні корпуси Далекосхідного федерального університету.

## Населені пункти
На острові знаходяться декілька селищ, які за деякими джерелами об'єднані в єдине селище Руський:
- Аякс
- Воєвода
- Житково
- Канал
- Лісне
- Мінка
- Паріс
- Піднож'є
- Поспєлово
- Ринда
- Руський (Екіпажний)
- Церковна (Церковна Падь)
- Шигіно

## Топоніміка
- Банки — Нахімова, Скрягіна
- Бухти — Аякс, Бабкіна, Балка, Безіменна, Боярин, Воєвода, Житкова, Красна, Кругла, Мілководна, Новий Джигіт, Новік, Острівна, Паріс, Ринда, Труда, Філіпповського
- Вершини (висота в м) — Поспєлова (167), Центральна (255), Головна (279), Руська (291)
- Миси — Ахльостишева, Балка, Безопасний, Васильєва, Вузький, В'ятліна, Гацкевича, Єрмолаєва, Іванцова, Ігнатьєва, Іслямова, Карамзіна, Кінечний, Кошелєва, Красний, Михайловського, Новосільського, Огородний, Полоцева, Пользи, Поспєлова, Рогозіна, Середній, Створний, Таран, Тобизіна, Тупий, Шигіна, Шмідта
- Півострови — Житкова, Кондратенка, Саперний